# Solanum kwebense
Solanum kwebense är en potatisväxtart som beskrevs av Nicholas Edward Brown och Charles Henry Wright. Solanum kwebense ingår i släktet skattor som ingår i familjen potatisväxter. Inga underarter finns listade i Catalogue of Life.